# Frogg
Frogg ist eine Berliner Band, die sich in der jetzigen Besetzung 2006 gegründet hat.
Sie besteht aus der Engländerin Mills (Gesang) und den Seeed-Mitgliedern Mo Delgado sowie Luke 4000 als DJs.
Musikalisch bewegt sich die Band zwischen R'n'B, Hip-Hop und Electronica.

## Bandgeschichte
Frogg besteht als eher loses musikalisches Projekt schon seit 2001 und ist neben Peter Fox, Boundzound und Dellé eines der zahlreichen Soloprojekte der einzelnen Seeed-Bandmitglieder. Es begann als Kooperation zwischen Moritz Schumacher, welcher als Mo Delgado als Saxophonist und Gründungsmitglied von Seeed bekannt ist, und der in Leeds geborenen und in London aufgewachsenen Sängerin Louise Mills, die sich im Jahr 2000 bei einer der regelmäßigen Jam-Sessions im Berliner ACUD-Club kennenlernten. Nach mehreren weiteren Sessions entschieden sich die beiden zur Zusammenarbeit, wozu Mills ihren Wohnsitz dauerhaft nach Berlin verlegte.
Zuvor in London war Louise Mills unter anderem Mitglied der M-Base-Band „Quite Sane“ des Bassisten Anthony Tidd und gab später im Auftrag des British Council Konzerte und Workshops für Kinder in Ägypten, Südafrika und Swasiland. Als Schauspielerin und Sängerin trat sie außerdem im Musiktheater-Projekt Mavis des Ensemble-Modern-Posaunisten Uwe Dierksen auf.
Ab 2006 verstärkte dann DJ Luke 4000, der zuvor bereits mit Seeed, Martina Topley-Bird und Moabeat aufgetreten war, die Band auf regelmäßiger Basis.
2009 wurde das erste Album Blink Blink veröffentlicht. Für drei der 15 Songs wurden außerdem Musikvideos produziert (Bitch, How can You und Tell Me).
Neben Auftritten im Vorprogramm von Seeed und De La Soul, waren sie Ende 2009 auch als Vorband von Miss Platnum auf Tour. Außerdem traten sie bereits im Oktober 2005 auf dem renommierten Londoner Fertilizer Festival auf. Bei diesem Auftritt war erstmals DJ Luke Teil der Livebesetzung.

## Diskografie
- 2009: Blink Blink (Album, BMG/Groove Attack)